# جيمس ويلفريد مكينلي
جيمس ويلفريد مكينلي (بالإنجليزية: James Wilfred McKinley)‏ هو محامي أمريكي، ولد في 24 أبريل 1857، وتوفي في 11 مايو 1918.